# Sui Shu
Die Geschichte der Sui-Dynastie (chinesisch 隋書 / 隋书, Pinyin Suīshū) ist das offizielle Geschichtswerk der chinesischen Sui-Dynastie und ist die 13. der Vierundzwanzig Dynastiegeschichten des kaiserlichen China. Sie umfasst 85 Rollen/Bände (捲,  juǎn) und behandelt den Zeitraum von 581 bis 617. Sie wurde von einer Historikergruppe unter der Leitung von Wei Zheng (580–643) verfasst und im Jahr 636 abgeschlossen.
Besonders kostbar ist ihr Literaturkatalog (Suishu jingjizhi 隋書經籍志), der wie der des Hanshu wertvolle bibliographische Angaben über bereits verlorene Werke der Vergangenheit liefert. In den Rollen/Bänden lfd. Nr. 32–35 wurde der Bestand der Palastbibliothek der Sui (589–618) erfasst (über 2.800 teils mehrbändige Werke auf 31.694 Rollen (Seidenbahnen)).

## Inhalt des Sui Shu
Die ersten fünf Bände (Annalen, 紀 / 纪, jì) enthalten die Chroniken der Kaiser Sui Wendi, Sui Yangdi und Sui Gongdi. Die folgenden 30 Bände sechs bis 35 (Traktate, 誌 / 志, zhì) beschreiben Bräuche und Rituale, Musik, Rechtsgeschichte, Himmelskunde, die Fünf-Elemente-Lehre, Strafrecht, das Beamtentum, Geographie und die Dreizehn Klassiker. In 50 weiteren Bänden (Lebensbeschreibungen, 列傳 / 列传, lièzhuàn) sind die Biographien von Kaiserinnen, Konkubinen, Prinzen und anderen wichtigen Personen gesammelt. 

## Chinesischer Text
魏徵, 隋書 (85卷), 北京 (中華書局), 1973 (Wei Zheng, Suishu (85 juan), Beijing (Zhonghua shuju), 1973), 6 Bde., 1904 pp. Nachdruck 1999, ISBN 978-7-101-02128-8. Die Zhonghua-Ausgabe der 24 Dynastiegeschichten ist die derzeitige Standardausgabe.